# Eugénie Camphin
Pour les articles homonymes, voir Camphin.
Eugénie Camphin, née le 13 novembre 1893 à Bully-Grenay (Pas-de-Calais) et décédée le 13 février 1987 à Dainville, est une femme politique française et l'une des figures les plus respectées de la Résistance dans le Pas-de-Calais,,.

## Biographie

### Famille
Née dans une famille de mineurs dans l'Ouest du Bassin minier du Nord-Pas-de-Calais, Eugénie Camphin fut l’une des premières militantes du Parti communiste français après sa création en 1920 : elle adhéra encore adolescente à la fin des premières années de la décennie 1920, dans le Pas-de-Calais,. 
Son fils René Camphin, s'investit dans les campagnes du Front populaire et devient, l'année suivante, après son licenciement, secrétaire du rayon d'Arras du PCF, puis à partir de 1938 est à Lens l'adjoint d' Auguste Lecœur à la direction régionale du parti, où il supervise l'édition départementale du journal du PCF, L'Enchainé du Pas-de-Calais.
En 1937-1938, elle accueille des réfugiés, issues de familles républicaines victimes de la guerre d'Espagne. Ses trois fils ont eu la Légion d'Honneur et l'aîné René a eu la Médaille de la Résistance polonaise en France.

### Seconde guerre mondiale
En 1938, sous Daladier, avant même le début de la Seconde guerre mondiale, elle subit l'arrestation de son mari Maurice, pour une distribution de tracts, avec vingt autres communistes arrêtés et condamnés à la prison. C'est aussi le cas de son fils aîné René Camphin, détenu à la citadelle d’Arras. Elle en informe le secrétaire général de son parti Maurice Thorez, qui se trouve à Fampoux, près d’Arras, le 6 septembre 1939. Au cours de l'été 1940, elle héberge son adjoint Jacques Duclos et Eugène Fried, en route vers Paris, qui arrivent de Belgique.

### Après-guerre
Après la Seconde guerre mondiale, elle organise le premier meeting de l'Union des femmes françaises, dont elle est présidente régionale, auquel assiste deux cents femmes, le 22 novembre 1944 après avoir intégré le Comité de Libération d’Arras, en tant que sa représentante et y siège  de 1944 à 1946.
En 1945, elle fut également conseillère municipale d’Achicourt, près d’Arras. Le Parti communiste présenta sa candidature aux élections cantonales de 1955 dans le canton d’Arras-nord, à la tête d'une liste qui a obtenu 16 % des suffrages, puis à nouveau aux élections municipales de 1965.

### Années 1970
Dans les années 1970 elle décide de rejoindre le Secours Rouge aux côtés de résistants célèbres comme Charles Tillon et Roger Pannequin, l'ami de son fils Maurice Camphin. Elle fait partie des 17 membres du comité national, en tant que directrice du journal Liberté vaincra, organe du Secours rouge du Nord et du Pas-de-Calais, fondé par Marcel Deboudt, assistant en physique à l'Université de Lille et futur maire socialiste de Lezennes, qui avait rencontré Sartre pendant la Guerre d'Algérie, pour diffuser dans le Nord les exemplaires du livre interdit de Henri Alleg, La Question. 
Avec ce dernier, un ingénieur, un médecin pneumologue, un ouvrier licencié de la régie Renault et un chirurgien des Hôpitaux de l’Assistance publique, elle siège au sein du tribunal populaire de Lens en 1970, créé en réaction à l'accident minier du  4 février 1970, à Fouquières-lès-Lens, un coup de grisou qui a causé la mort de 16 mineurs alors que les ingénieurs n'avaient pas fait évacuer la galerie pendant la réparation d'un ventilateur. En tant que jurée et présidente du jury, elle souhaite alors « défendre ses frères, ses fils mineurs, et de faire condamner leur exploiteur de toujours : les Houillères nationales » selon une déclaration dans le journal.
Les dirigeants politiques et les responsables des Houillères sont appelés à comparaître mais absents, tandis que les témoins (ingénieurs des mines, pneumologues, etc.) décrivent les conditions de travail des mineurs, les raisons des accidents et les circonstances du coup de grisou.
Le Monde du 15 décembre 1970 lui consacre un portrait sous le titre "la Vieille Dame et le Philosophe" et décrit alors « une vieille dame au visage grave, très pâle dans ses vêtements noirs, vivante statue de la dignité (...) figure très connue dans le bassin houiller »,.